# Syreć
Syreć (ukr. Сирець) – jedna ze stacji kijowskiego metra na linii Syrećko-Peczerśka. Została otwarta 14 października 2004. 
Obecnie stanowi północno-zachodni koniec linii.
Stacja posiada dużą antresolę na rogu między ulicami Salśkoho i Stecenko/Sczusewa. Cztery pary schodów łączą ją z halą stacji.